# Nuculana
Nuculana – rodzaj małży morskich należących do podgromady pierwoskrzelnych. Muszle tych małży mają kształt trójkątno-owalny. Do rodzaju Nuculana należą następujące gatunki:
- Nuculana acapulcensis (Pilsbry & Lowe, 1932)[2]
- Nuculana acinacea Habe, 1958[2]
- Nuculana acuta (Conrad, 1832)
- Nuculana aikawai Habe, 1958[2]
- Nuculana amiata[1]
- Nuculana anakena Raines & Huber, 2012[2]
- Nuculana approximans Prashad, 1932[2]
- Nuculana arai Habe, 1958[2]
- Nuculana aspecta[1]
- Nuculana bathybia Prashad, 1932[2]
- Nuculana belcheri (Hinds, 1843)[2]
- Nuculana bellula (A. Adams, 1856)[2]
- Nuculana bicuspidata (Gould, 1845)[2]
- Nuculana bipennis (Dall, 1927)[1]
- Nuculana brookei (Hanley, 1860)[2]
- Nuculana bushiana (A.E. Verrill, 1884)[2]
- Nuculana caloundra Iredale, 1929[2]
- Nuculana caudata (Donovan, 1801)[2]
- Nuculana cellulita (Dall, 1896)[2]
- Nuculana cestrota[1]
- Nuculana comita (Cotton & Godfrey, 1938)[2]
- Nuculana concentrica (Say, 1824)[2]
- Nuculana conceptionis (Dall, 1896)[2]
- Nuculana confusa (Hanley, 1860)[2]
- Nuculana corbuloides (E.A. Smith, 1885)[2]
- Nuculana cordyla (Dall, 1908)[2]
- Nuculana cornidei Altimira, 1974[2]
- Nuculana costellata (G.B. Sowerby I, 1833)[2]
- Nuculana crassa (Hinds, 1843)[2]
- Nuculana crenulata[1]
- Nuculana cuneata (G.B. Sowerby I, 1833)[2]
- Nuculana cygnea (Thiele & Jaeckel, 1931)[2]
- Nuculana dalli[1]
- Nuculana darwini (E.A. Smith, 1884)[2]
- Nuculana dasea (Hedley, 1915)[2]
- Nuculana decora (A. Adams, 1856)[2]
- Nuculana dohrni (Hanley, 1861)[2]
- Nuculana egregia (Guppy, 1882)[2]
- Nuculana elaborata Prashad, 1932[2]
- Nuculana electilis (Hedley, 1915)[2]
- Nuculana ensiformis Scarlato, 1981[2]
- Nuculana extenuata[1]
- Nuculana fastidiosa (A. Adams, 1856)[2]
- Nuculana forticostata Xu, 1991[2]
- Nuculana fortis (Hedley, 1907)[2]
- Nuculana fulgida (A. Adams, 1856)[2]
- Nuculana fumosa E.A. Smith, 1895[2]
- Nuculana gemmulata G.B. Sowerby III, 1904[2]
- Nuculana gomphoidea[1]
- Nuculana gordonis (Yokoyama, 1920)[2]
- Nuculana grasslei[1]
- Nuculana gruveli (Nicklès, 1952)[2]
- Nuculana hamata (Carpenter, 1864)[2]
- Nuculana hebes (E.A. Smith, 1885)[2]
- Nuculana husamaru Nomura, 1940[2]
- Nuculana ikebei Suzuki & Kanehara, 1936[2]
- Nuculana investigator (Dell, 1952)[2]
- Nuculana irradiata (G.B. Sowerby II, 1870)[2]
- Nuculana isikela (Kilburn, 1994)[2]
- Nuculana jamaicensis (d’Orbigny, 1853)[2]
- Nuculana jovis (Thiele & Jaeckel, 1931)[2]
- Nuculana karlmartini Weisbord, 1964[2]
- Nuculana kiiensis Tsuchida & Okutani, 1985[2]
- Nuculana lamellata G.B. Sowerby III, 1904[2]
- Nuculana lanceta (Boshoff, 1968)[2]
- Nuculana larranagai Klappenbach & Scarabino, 1969[2]
- Nuculana leonina (Dall, 1896)[2]
- Nuculana liogona[1]
- Nuculana loshka (Dall, 1908)[2]
- Nuculana mabillei (Dautzenberg & H. Fischer, 1897)[2]
- Nuculana manawatawhia Powell, 1937[2]
- Nuculana marella Hertlein, Hanna & Strong, 1940[2]
- Nuculana mauritiana (G.B. Sowerby I, 1833)[2]
- Nuculana messanensis[1]
- Nuculana micans (Hanley, 1860)[2]
- Nuculana minuta (O. F. Müller, 1776)[2]
- Nuculana modica Prashad, 1932[2]
- Nuculana montagui (Gray, 1825)[2]
- Nuculana navisa (Dall, 1916)[2]
- Nuculana neaeriformis (E.A. Smith, 1885)[2]
- Nuculana neimanae Scarlato, 1981[2]
- Nuculana novaeguineensis (E.A. Smith, 1885)[2]
- Nuculana oculata Iredale, 1925[2]
- Nuculana orixa[1]
- Nuculana ornata[1]
- Nuculana oxia[1]
- Nuculana parsimonia Barnard, 1963[2]
- Nuculana pella (Linnaeus, 1767)[2]
- Nuculana penderi[1]
- Nuculana pernula (O. F. Müller, 1779)[2]
- Nuculana platessa[1]
- Nuculana prostrata (Thiele & Jaeckel, 1931)[2]
- Nuculana puellata (Hinds, 1843)[2]
- Nuculana radiata[1]
- Nuculana ramsayi (E.A. Smith, 1885)[2]
- Nuculana reticulata (Hinds, 1843)[2]
- Nuculana rhytida (Dall, 1908)[2]
- Nuculana robai (Kuroda, 1929)[2]
- Nuculana robsoni Prashad, 1932[2]
- Nuculana sachalinica Scarlato, 1981[2]
- Nuculana scalata Prashad, 1932[2]
- Nuculana sculpta (Issel, 1869)[2]
- Nuculana sematensis Suzuki & Ishizuka, 1943[2]
- Nuculana semen (E.A. Smith, 1885)[2]
- Nuculana sibogai Prashad, 1932[2]
- Nuculana silicula (Thiele & Jaeckel, 1931)[2]
- Nuculana sinensis Xu, 1984[2]
- Nuculana solida (Dall, 1881)[2]
- Nuculana soyoae Habe, 1958[2]
- Nuculana spargana[1]
- Nuculana subaequilatera[1]
- Nuculana taiwanica Okutani & Lan, 1998[2]
- Nuculana takaoensis Otsuka, 1936[2]
- Nuculana tamara[1]
- Nuculana tanseimaruae Tsuchida & Okutani, 1985[2]
- Nuculana tashiensis Lan & Lee, 2001[2]
- Nuculana tenuisulcata (Couthouy, 1838)[2]
- Nuculana tuberculata (E.A. Smith, 1872)[2]
- Nuculana ultima (E.A. Smith, 1885)[2]
- Nuculana ventricosa (Hinds, 1843)[2]
- Nuculana verconis (Tate, 1891)[2]
- Nuculana verrilliana (Dall, 1886)[2]
- Nuculana vestita (Locard, 1898)[2]
- Nuculana vitrea (d’Orbigny, 1853)[2]
- Nuculana vulgaris (Brown & Pilsbry, 1913)[2]
- Nuculana watsoni (E.A. Smith, 1885)[2]
- Nuculana whitensis Farinati, 1978[2]
- Nuculana wolffi (Nicklès, 1955)[2]
- Nuculana yokoyamai Kuroda, 1934[2]